# Joseph Kinsch
Joseph Kinsch  (Esch-sur-Alzette, 2 mei 1933 – Luxemburg, 20 oktober 2022) was een Luxemburgs ondernemer. Hij gaf leiding aan ArcelorMittal, een van de grootste staalbedrijven ter wereld.

## Biografie
Kinsch begon zijn loopbaan in 1960 bij Arbed. Hij klom daarna al snel naar de top.
In 1975 werd hij benoemd tot directeur financiële zaken. In 1992 werd hij algemeen directeur van een van de toentertijd grootste staalconcerns Arcelor Steel. Na de overname door Mittal Steel werd hij CEO van dit bedrijf, tot hij op 13 mei 2008 aftrad. Hij was daarnaast voorzitter van de Luxemburgse Kamer van Koophandel (1992-2004).
In 2012 onderscheidde de toenmalige Luxemburgse premier Jean-Claude Juncker hem met het Grootkruis van de Orde van Verdienste van het Groothertogdom Luxemburg.
Kinsch overleed op 89-jarige leeftijd.